# Achsmaß

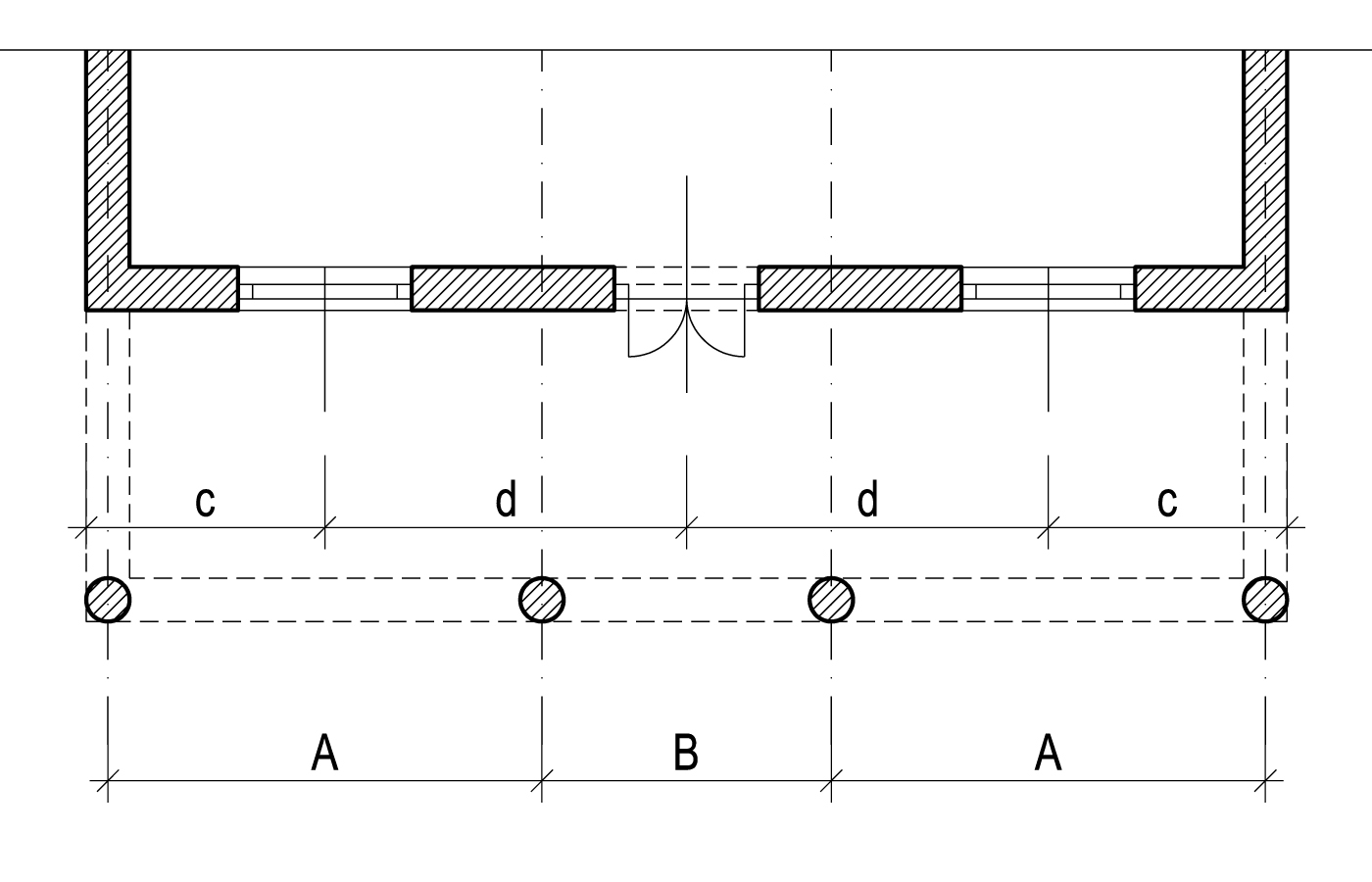
Symbolische Darstellung von Gebäude- und Fensterachsen (Achsmaße A, B, c, d)

Das Achsmaß ist ein Begriff aus der Architektur und dem Bauwesen.
Es bezeichnet den jeweiligen Abstand zweier charakteristischer Linien, Mittellinien oder Symmetrielinien an Gebäudeabschnitten oder Bauteilen (etwa an Trägern, Stützen und dergleichen) oder die Entfernung zwischen zwei Öffnungen, gemessen jeweils von deren Mitte.
Das Achsmaß war bei historischen Gebäuden überwiegend aus ästhetischen Gründen bedeutend (Symmetrie von Fassaden, gleiche Abstände, Proportion zueinander etc.). In modernen Bauten, besonders Bürogebäuden, Hotels oder Wirtschaftsgebäuden wie Hallen, sind gleiche Achsabstände (Achsmaße) für eine wirtschaftliche, kostengünstige Bauausführung wichtig, besonders im Fertigteilbau. Das Achsmaß ist bei der Planung und der Fertigung mittels CNC-gesteuerten Maschinen von Bedeutung.
Unterschieden werden:
- Achsmaß
- Bundmaß
- lichte Weite